# Sphenomorphus diwata
Sphenomorphus diwata är en ödleart som beskrevs av  Brown och RABOR 1967. Sphenomorphus diwata ingår i släktet Sphenomorphus och familjen skinkar. IUCN kategoriserar arten globalt som otillräckligt studerad. Inga underarter finns listade i Catalogue of Life.